# Истомино (Камешковский район)
Истомино — деревня в Камешковском районе Владимирской области России, входит в состав муниципального образования Второвское.

## География
Деревня расположена в 12 км на восток от центра поселения села Второво, в 10 км на юг от райцентра Камешково.

## История
В конце XIX — начале XX века деревня входила в состав Лаптевской волости Владимирского уезда, с 1924 года — в составе Второвской волости. В 1859 году в деревне числилось 24 дворов, в 1905 году — 54 дворов, в 1926 году — 63 хозяйств.
С 1929 года деревня являлась центром Истоминского сельсовета Ковровского района, с 1940 года — в составе Патакинского сельсовета Камешковского района, с 1954 года — в составе Тереховицкого сельсовета, с 1966 года — в составе Волковойновского сельсовета, с 2005 года — в составе муниципального образования Второвское.

## Население
| 1859 | 1905 | 1926 |
| ---- | ---- | ---- |
| 171  | 270  | 287  |

| 1859 | 1905 | 1926 | 2002 | 2010 | 2021 |
| ---- | ---- | ---- | ---- | ---- | ---- |
| 171  | ↗270 | ↗287 | ↘18  | ↘6   | ↗24  |